# Pietracorbara
 Pietracorbara  là một xã ở tỉnh Haute-Corse trên đảo Corse, Pháp. Xã này có diện tích 25,93 km², dân số năm 1999 là 433 người. Khu vực này có độ cao mét trên mực nước biển.